# Dubăsari

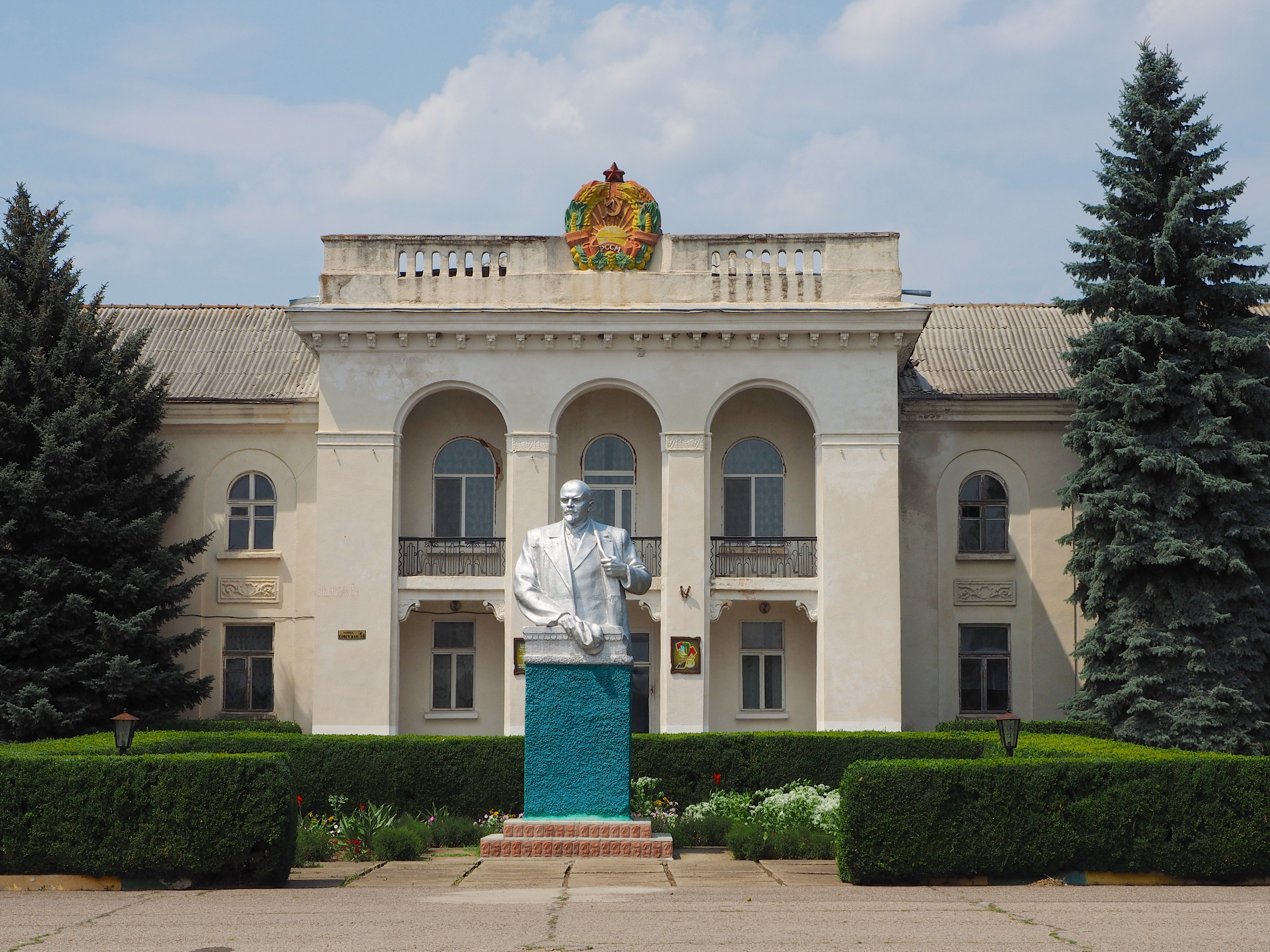
Dubăsarská umělecká škola

Dubăsari (moldavskou cyrilicí: Дубэсарь, rusky Дубоссaры Dubossary, ukrajinsky Дубосари Dubosary) je průmyslové město na levém břehu řeky Dněstr na východě Moldavska v mezinárodně neuznané Podněsterské Moldavské republice. Jedná se o administrativní centrum Dubossarského rajonu. Nad městem je na Dněstru zbudována Dubossarská přehradní nádrž. Město bylo poškozeno během podněsterského konfliktu v roce 1992. Ve městě žije 25 000 obyvatel převážně moldavské (40%), ukrajinské (30%) a ruské (20%) národnosti. Nachází se zde masokombinát, vinařský závod "Buket Moldavii", tabačka a strojírenské podniky.

## Historie
Území města a okolí bylo osídleno již v době kamenné. První zmínky o moderním Dubăsari pochází z 16. století, roku 1792 se staly součástí Ruské říše, městská práva získalo o tři roky později. Roku 1912 byl ve městě založen první průmyslový podnik - továrna na zpracování tabáku. Od roku 1924 byly součástí Moldavské autonomní sovětské socialistické republiky, od roku 1940 Moldavské sovětské socialistické republiky.
Po napadení Sovětského svazu hitlerovským Německem město obsadila 27. července 1941 rumunská a německá armáda, v areálu tabačky okupanti zřídili ghetto, kde bylo mezi 12. a 28. září toho roku zastřeleno šest až osm tisíc židovských obyvatel města a okolí. Rudá armáda do města vstoupila v létě roku 1944.
Roku 1951 bylo započato budování přehradní nádrže na Dněstru, jejíž okolí se stalo později rekreační oblastí významnou v rámci Moldavské SSR. Od roku 1990 je město součástí mezinárodně neuznaného Podněstří.